# Juan Navarro Ramón
Pour les articles homonymes, voir Navarro (homonymie) et Ramón.
Juan Navarro Ramón est un artiste peintre et lithographe espagnol né à Altea (province d'Alicante) le 21 février 1903, mort à Sitges (province de Barcelone) le 6 juin 1989.

## Biographie

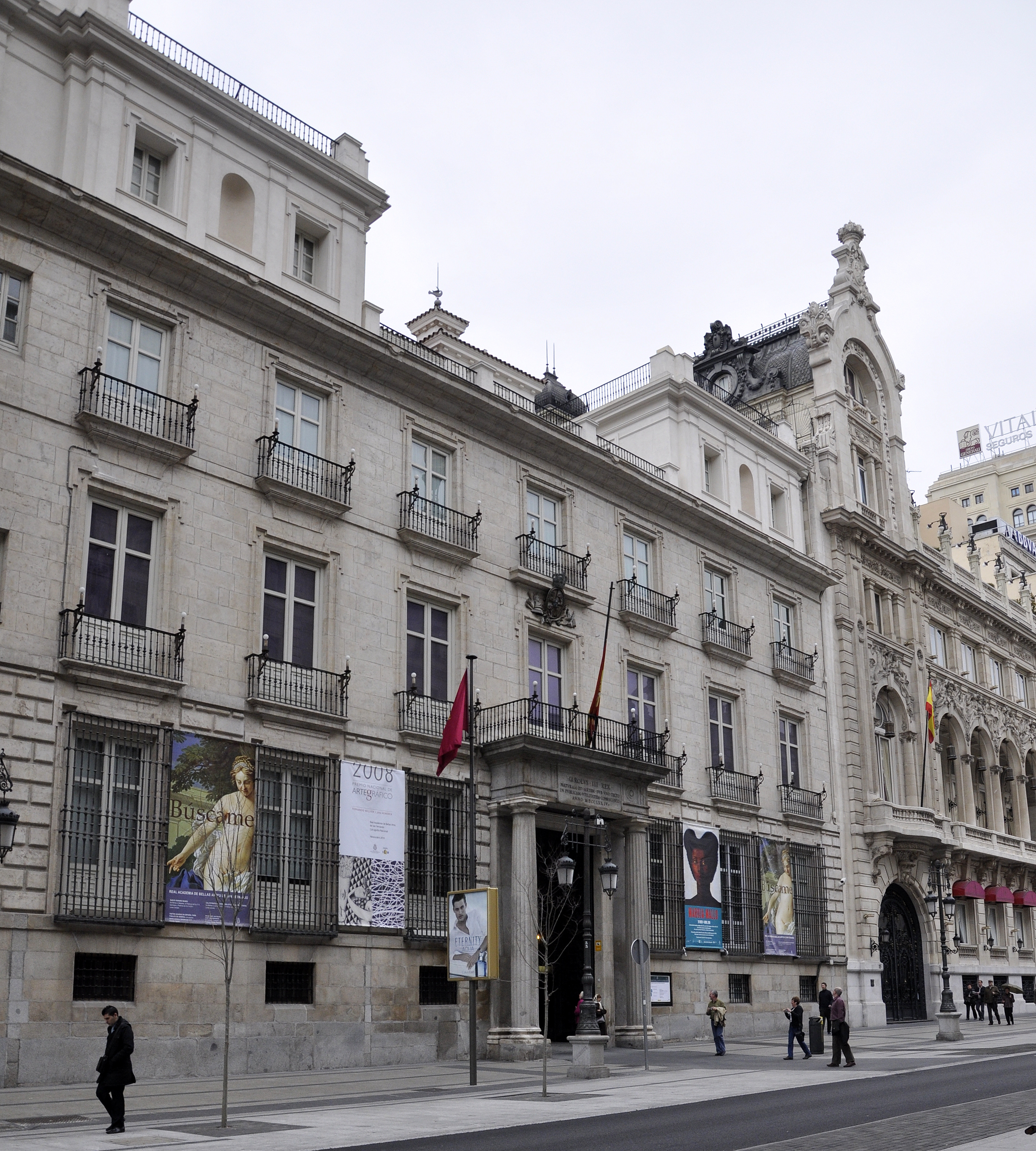
Académie royale des beaux-arts Saint-Ferdinand, Madrid.

Juan Navarro Ramón est, après sa sœur Joana née en 1897, le deuxième enfant né du mariage de Sebastià Navarro García et Maria Ramón Morales. Il est âgé de trois ans lorsque sa famille quitte Altea pour s'installer à Valence.
Il suit à partir de 1917 les cours du soir de dessin de l'École des arts et métiers de Valence avant de suivre en 1923 les cours de peinture de l'Académie royale des beaux-arts de San Carlos, toujours à Valence (il s'y rapproche en particulier de ses condisciples Josep Renau, Enrique Climent (es) et Genaro Lahuerta (es)), puis de l'Académie royale des beaux-arts Saint-Ferdinand à Madrid, recevant alors les conseils de Timoteo Pérez Rubio (es) dont il fréquente parallèlement l'atelier. Sa peinture, initialement figurative, est alors rapprochée de celle de Joaquím Sunyer. Carlos Araán évoque pour sa part : « Juan Navarro Ramón était dès sa jeunesse un artiste d'avant-garde… Je n'oserai dire qu'il était déjà abstrait à cette époque, mais bien qu'il transfigurait la réalité à un point qu'elle était quelque peu perdue derrière le libre jeu de la couleur et de la ligne ».

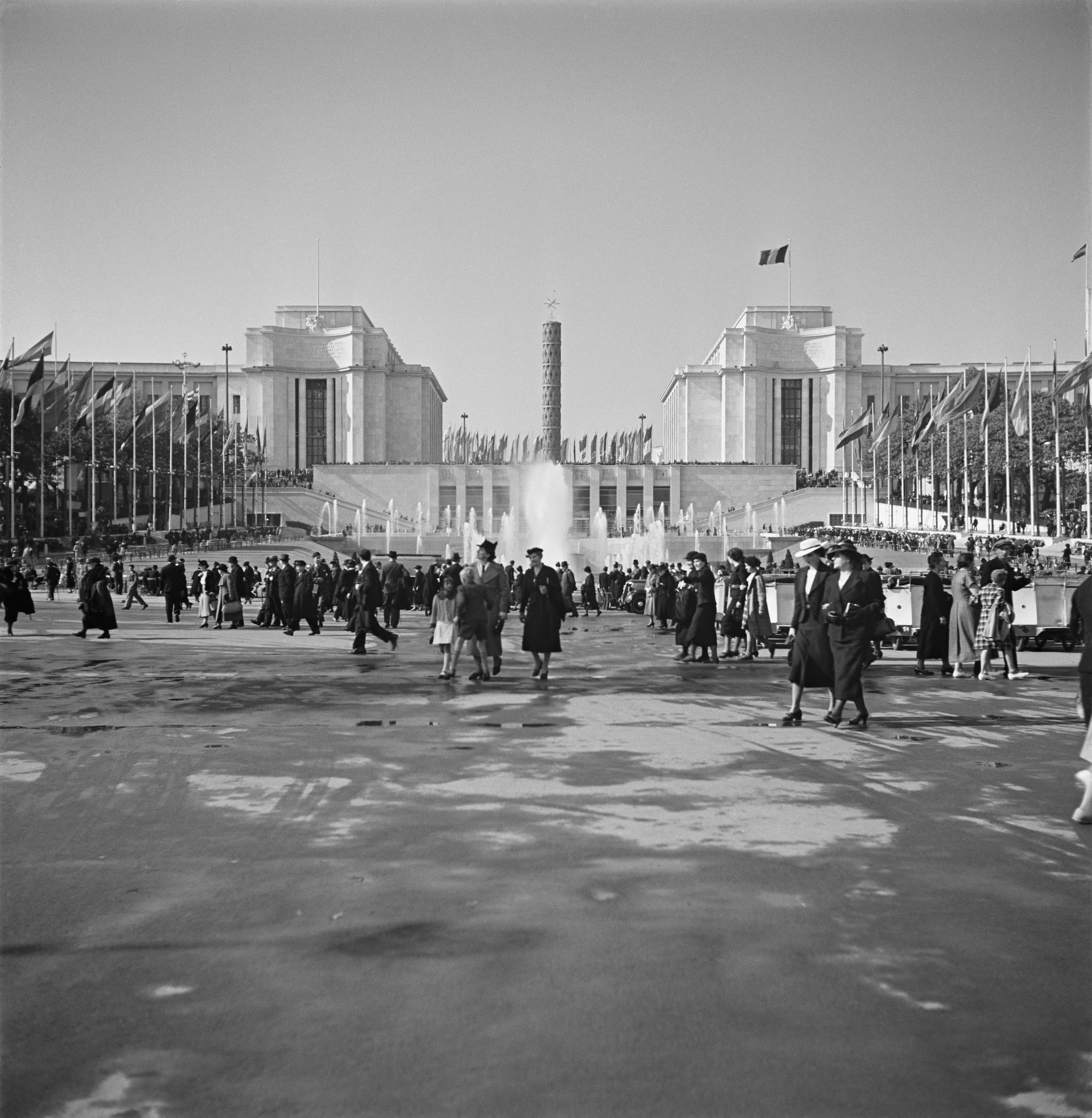
Exposition universelle de 1937, Paris

L'artiste, qui en 1928 épouse Josefa - dite Pepita - Fisac Martín (1909-1989) avec qui il s'installe en 1929 à Barcelone, effectue un premier voyage à Paris en 1934. Membre de l'Alliance des intellectuels antifascistes (es), Navarro Ramón participe à l'Exposition universelle de 1937 à Paris avec une toile engagée intitulée Te vengaremos, celle-ci y étant accrochée dans le pavillon de la République espagnole à proximité de Guernica de Pablo Picasso, du Faucheur de Joan Miró, de La Montserrat de Julio González, pour être aujourd'hui conservée dans les collections du Musée national d'Art de Catalogne à Barcelone,. Pendant la Guerre d'Espagne, puis la Seconde Guerre mondiale, Navarro Ramón vit à Collioure (jusqu'en 1941) puis est emprisonné au camp de concentration Miranda de Ebro (Espagne). Il s'installe ensuite à Barcelone en 1944, puis dans le quartier du Montparnasse à Paris en 1951, y fréquentant Blaise Cendrars, Paul Reverdy et André Salmon. Sylvie Buisson le cite parmi les amis de Tsugouharu Foujita, l'une des photos les plus répandues de notre artiste le montrant alors, en un groupe cordial, aux côtés d'Ossip Zadkine, de Foujita et de Picasso.
Dans le cadre d'expositions personnelles, Navarro Ramón effectue en 1956 un voyage en Argentine, en 1959 un voyage en Allemagne. Il se rend également à Londres en 1965. C'est en 1976 qu'il se fixe définitivement à Sitges, restant cependant attaché à sa ville natale d'Altea à laquelle il fait don au soir de sa vie d'une part importante de son œuvre peint. La plupart de son œuvre est aujourd'hui en possession de la Galerie Gaudifond, successeure de Sala Gaudí.

## Expositions

### Expositions personnelles

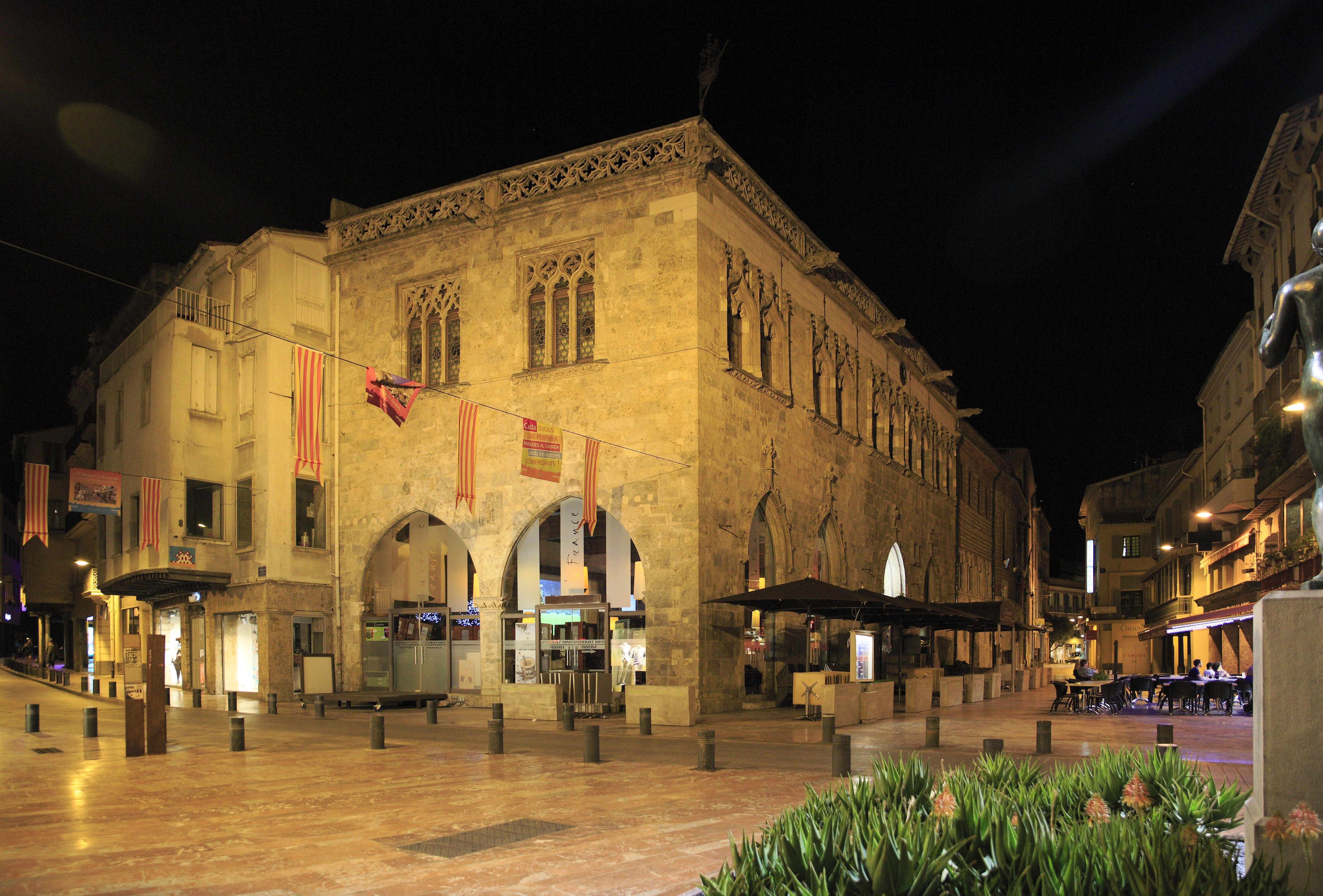
Palais de la Loge de mer, Perpignan

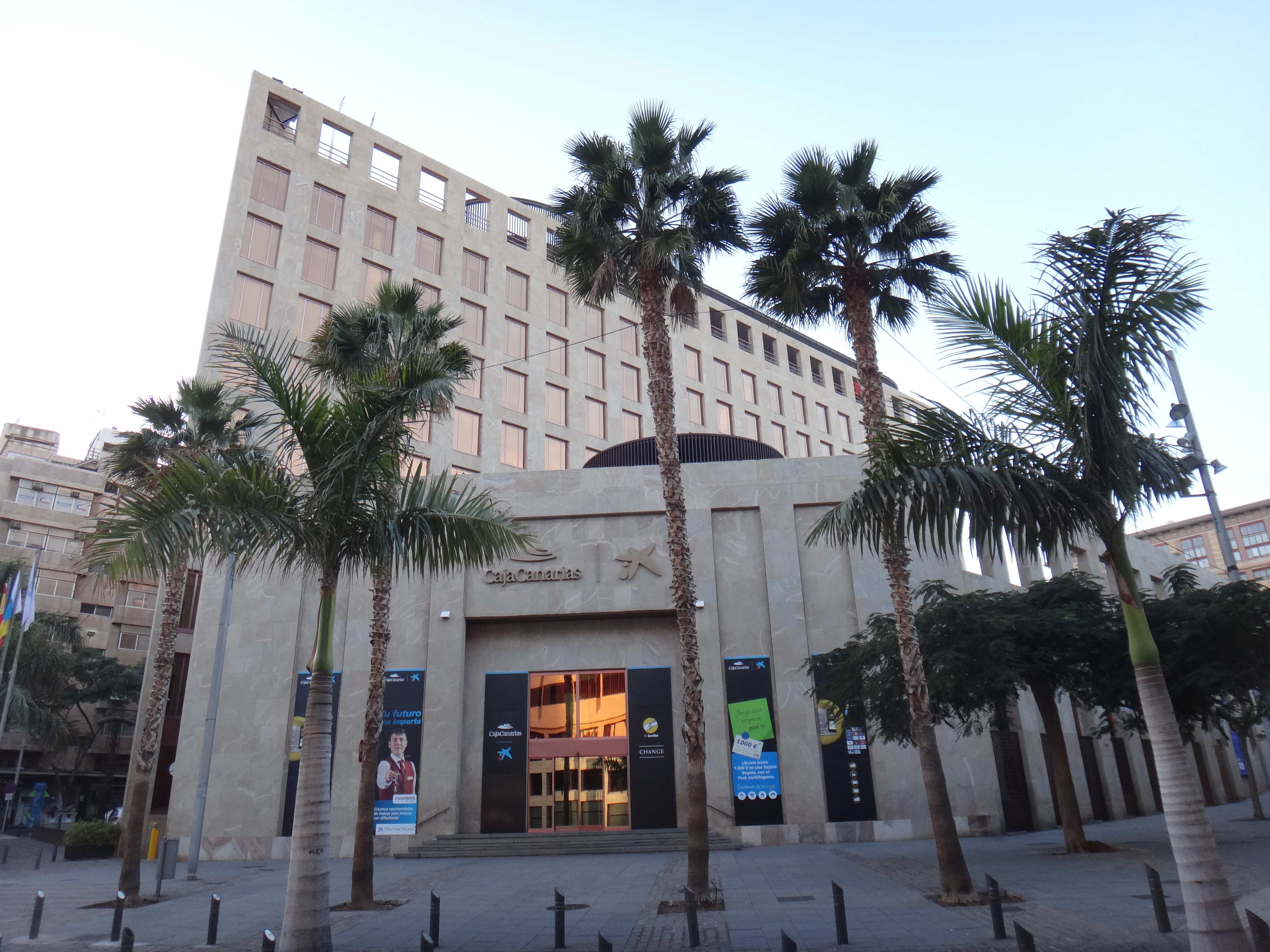
Caja General de Ahorros de Canarias, Santa Cruz de Tenerife

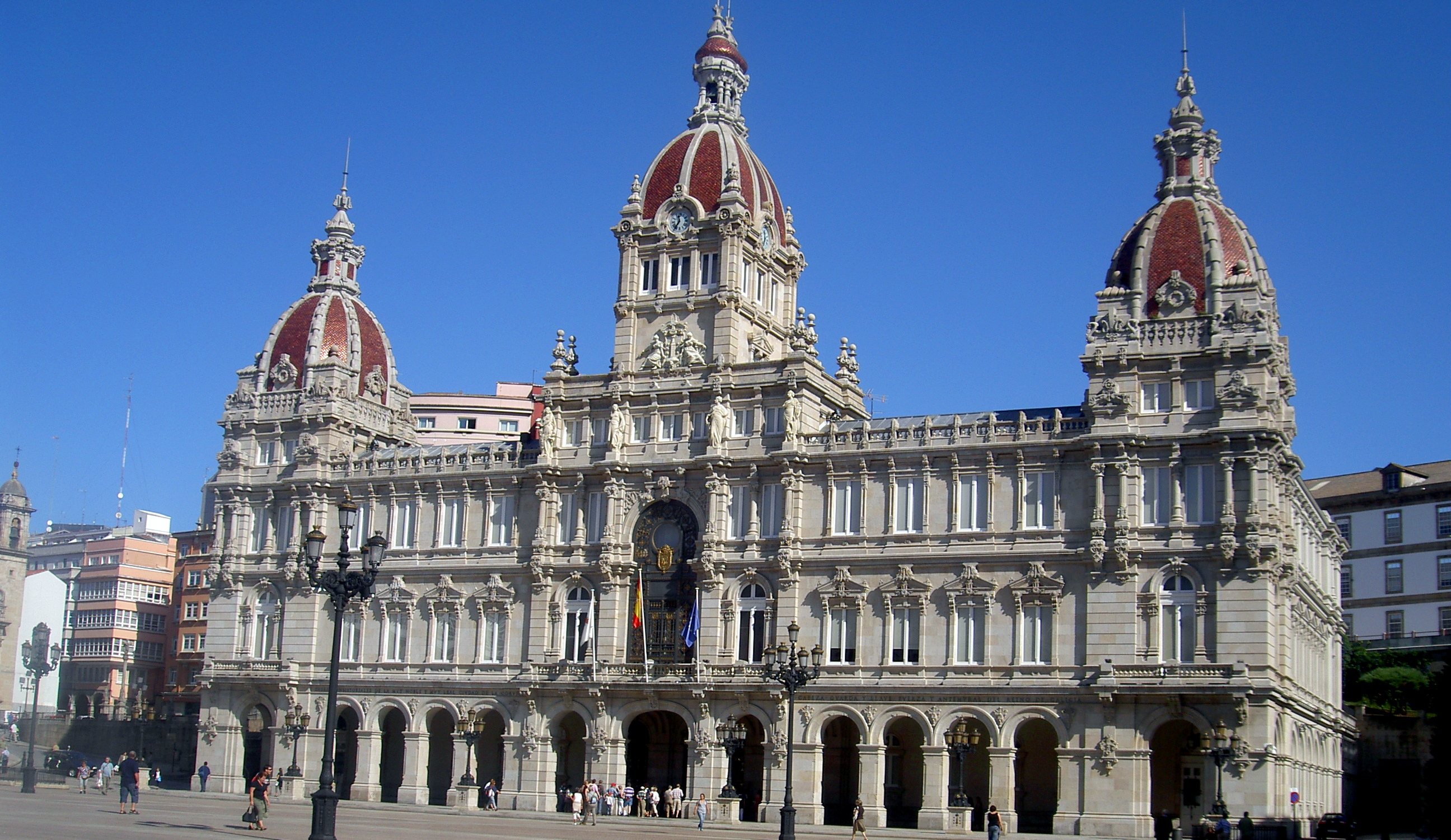
Palais de María Pita, La Corogne

- Galeries Layetanas, Barcelone, décembre 1930[14].
- Galerie Syra, Barcelone, février-mars 1932, octobre-novembre 1935[14], janvier-février 1962[15].
- Palais de la Loge de mer, Perpignan, 1940[2].
- Galerie El Jardin, Barcelone, 1944, 1950..
- Galerie Buchholz, Madrid, novembre 1949.
- Galerie René Breteau, Paris, 1951.
- Galerie Galanis-Hentschel, Paris, mai 1953[16],[17],[18].
- Exposition itinérante en Argentine (Buenos Aires (Galerie Pizarro)[19], Rosario (Conseil de la culture), Santa Fe) (Museo municipal de artes visuales), 1956.
- Cercle des beaux-arts, Madrid, 1958.
- Exposition itinérante en Allemagne (Darmstadt (Darmstädter Galerie), Badenweiler (Casino), 1959.
- Athénée de Barcelone, 1959.
- Galerie Raymond Creuze, Paris, novembre 1961[20].
- Athénée de Madrid (salle Santa Catalina), décembre 1964[21],[22].
- Direction générale des beaux-arts, Madrid, mars 1966[23].
- Galerie de Marco, Edimbourg, 1968.
- Galerie René Métras, Barcelone, 1967, 1972.
- Galeria Nova, Barcelone, 1972.
- Galerie S'Art, Huesca, 1972.
- Galerie De Luis, Madrid, 1972, 1973, 1977.
- Salle Gaudi, Barcelone, 1972, 1976[13]
- Caja General de Ahorros de Canarias (es), Santa Cruz de Tenerife, 1974.
- Galerie d'art Ribera, Valence, 1977.
- Galerie Joan de Serrallonga, Barcelone, 1979.
- Galeria Nueva, Sitges, 1981.
- Galerie d'art Foz, Sitges, 1983.
- Galerie d'art Yolanda Rios, Sitges, 1986.
- Real Circulo Artistico, Barcelone, 1988.
- Maison de la culture de Las Rozas, Madrid, 1989.
- Maison de la culture d'Altea, 1993.
- Juan Navarro Ramón - Expériences picturales de l'intimité, Musée Eric-Monjo, Vilassar de Mar, 2002.
- Rétrospective Juan Navarro Ramón, Palau Altea Centre d'Arte, Alicante, juin-juillet 2005, et Palacio de la Diputación provincial de Alicante, août 2005.
- Vingt-cinq œuvres de Juan Navarro Ramón, Palais de María Pita (gl), La Corogne, décembre 2006[10].
- Casa Canyot, Altea, décembre 2013[24].
- Juan Navarro Ramón - Le langage des couleurs, Fondation Frax, L'Alfàs del Pi, juin-septembre 2017[25].
- Palau Altea, Altea, 2018[26],[7].
- Un regard sur la collection Navarro Ramón d'Altea, Passeig Maritim, Platja el Bol, Altea, janvier 2024 - juin 2025[27],[28].
- Navarro Ramón torna a casa, Maison de la culture d'Alicante, novembre 2024 - novembre 2026[27].
- Femme - Le regard pictural de Navarro Ramón, Musée des Beaux-Arts d'Alicante, décembre 2024 - mai 2025[27],[29],[30].

### Expositions collectives

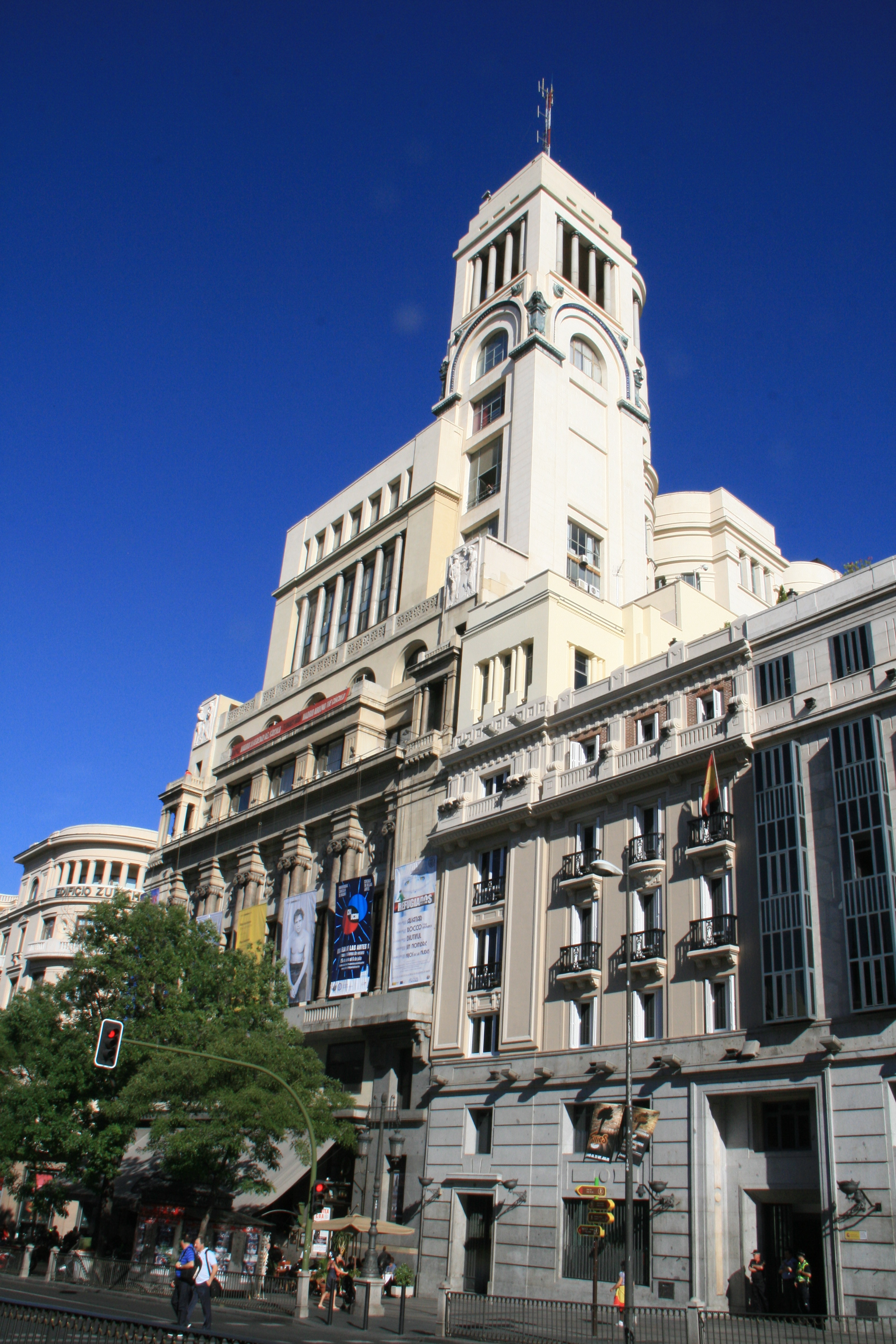
Circulo de Bellas Artes, Madrid

- Salon des artistes indépendants du quotidien Heraldo de Madrid - José Planes (es), Francisco Mateos (es), Juan Navarro Ramón… , 1929, 1930[31].
- Exposition nationale des beaux-arts, Madrid, 1930.
- Martín Durban, Juli Ramis i Palau (ca), Juan Navarro Ramón, Galerie Syra, Barcelone, avril-mai 1933[14].
- Exposition universelle (pavillon de la république d'Espagne), Paris, 1937.
- Exposition d'arts plastiques du Ministère de l'instruction publique, Barcelone, 1938[7].
- Salon des réalités nouvelles, Paris, 1951, 1952[32], 1954, 1955, 1961.
- Vingt ans de peinture européenne (Organisation LAMBOA), Stockholm, 1964.
- Salon de San Jorge, Barcelone, 1966.
- Salon de Mai, Barcelone, 1968.
- Biennale de Saragosse, 1972.
- Propac, Madrid, 1976.
- L'École de Paris, 1904-1929 : la part de l'autre, Musée d'art moderne de la ville de Paris, novembre 2000 - mars 2001.
- Vingt artistes espagnols de l'École de Paris, Fondation Pedro Barrié de La Maza (es), La Corogne, 2001.
- 125 ans d'histoire (1880-2005), Circulo de Bellas Artes (es), Madrid, 2005.
- Alicante moderno, 1900-1960, MUBAG d'Alicante (es), 2010.
- Salvador Dalí, Joan Miró, Juan Navarro Ramón, Pablo Picasso - Gràfica, de la colección J. Carlos Cremades, Musée historique municipal d'Aspe, décembre 2016.
- Front de mer - Canet, Collioure, Banyuls, 1940, Musée d'art moderne de Collioure, juin-octobre 2023[33].
- Logicies, MUBAG, Alicante, juin-octobre 2024[34].

## Citations

### Dits de Juan Navarro Ramón
- « Mi pintura es eso, pintura, que no desea ampararse en fórmulas literarias, sino que busca con plena sinceridad la más pura expresión de un universo iintimo hondamento sentido… Diferentes etapes de simplificación me han conducido al momento acrual que yo calificaría de presencias insólitas de la naturaleza, y qui, creo que ha resuelto un problema : la figuraciín sin la figura. Es decir, formas que están y al mesmo tiempo no lo están, porque tienden a alagarse, a desaperecer. » - Juan Navarro Ramón[35]

### Réception critique

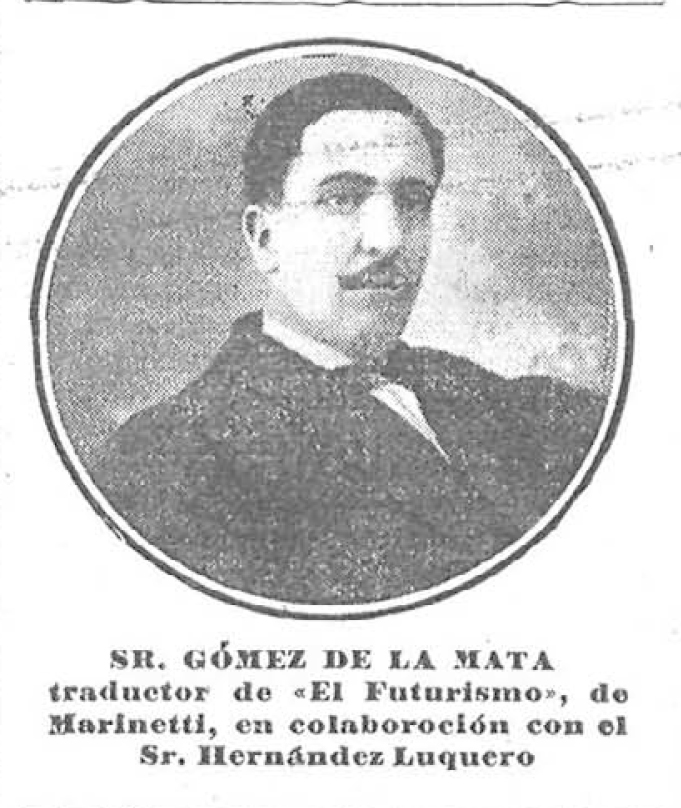
Germán Gómez de la Mata

- « De los pocos que de manero estoica, sin desfiguraciónes clandestinas, se labraron sin meter aparatoso ruido, una singular y honesta situación en el ingenuo huerto del arte ibério, cabe mentionar Juan Navarro Ramón » - Josep Maria de Sucre i de Grau (ca)[36]
- « L'œuvre de Navarro Ramón propose une discrétion subtile, une beauté intime, une robustesse faite de modestie… Peintre de sa terre natale, Navarro Ramón, indifférent aus faux dogmes, recherche le moule de cette terre et la trouve sans tarder, se trouvant en même temps lui-même. En résumé, il n'existe pas de meilleure ligne de conduite ni de plus grande probité artistique. » - Germán Gómez de la Mata (es)[37]
- « Ce peintre espagnol a toujours manifesté des préoccupations puristes et recherché le style de préférence aux valeurs d'expressions. Plusieurs étapes de simplification l'ont mené à disposer sur des fonds que leur coloration transforme en espaces et dans un isolement apparent (mais très étroitement reliées entre elles par la proportion des intervalles et leur direction propre) de petites créations imaginaires que je préférerais appeler des présences inédites en lesquelles la poésie rejoint l'ironie. » - Roger van Gindertael[38]
- « Fidèle à Paris qu'il aime et qui déjà l'accueillit fraternellement, Navarro Ramón revient lui faire l'hommage de ses œvres récentes. Il nous apporte le témoignage que la peinture espagnole n'est pas, comme l'on pourrait croire, immuablement fixée aux jeux stériles de la répétition d'un passé prestigieux, mais dans l'actualité dépouillée de son âme. Bien au contraire, l'ardente et douce vitalité de son art dévoile une richesse nouvelle dont l'expression peut étonner certains, et en tous cas offre une belle leçon pour ceux qui considèrent trop exclusivement l'École de Paris comme la seule au monde. » - Robert Vrinat[16]
- « Peintures d'un désordre bien organisé où se trouvent répétés à intervalles calculés des éléments de formes et de couleurs identiques qui d'ailleurs rappellent certaines peintures de Joan Miró par leur dispersion dans l'espace. » - Marie-Thérèse Maugis[20]

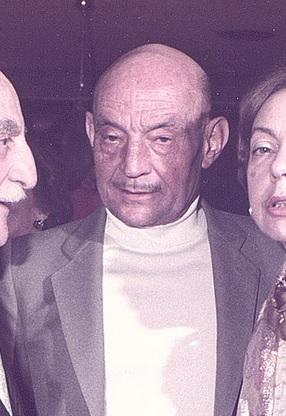
José Hierro

- « En comparant les peintures figuratives de Navarro Ramón avec le reste de son travail actuel - non figuratif -, le spectateur ne cesse d'être surpris par l'évolution. On constate cependant rapidement que chez le peintre de la première période comme chez le peintre actuel se perpétuent quelques traits communs : l'ordre, l'équilibre, tout ce qui résulte d'une personnalité qui, probablement, provoque un ravissement impressionniste. C'est comme un homme timide qui crierait ou assénerait un coup de poing et qui, malgré sa colère apparente, ne peut dissimuler son aménité et sa timidité… Les formes oblongues, viscérales, les tons souvent entiers, font penser à un Wassily Kandinsky chez qui interférerait un Joan Miró. Et de tout l'œuvre émane un mystère nocturne qui renvoie aux investigations surréalistes, malgré la non-figuration de l'imaginaire. Peut-être est-ce dû au volume qui polit les formes. Peut-être à l'atmosphère dans laquelle elles baignent. » - José Hierro[22]
- « Una coincidencia de lo abstracto y lo figurativo, o para decitlo mejor : una cita de lo experimental y lo traditional… Hoy, Navarro Ramón es una de las figuras más singulares y sugestivas de la pintura español contemporánea. » - Antonio Manuel Campoy (es)[39]
- « Il est passé d'un néo-pointillisme à un genre fauve dans des compositions à personnages, des nus, des paysages urbains, et jusqu'à l'abstraction, avec des compositions fondées sur des rappels de formes de soleils et de nuages aux enchaînements courbes et flous. » - Dictionnaire Bénézit[3]
- « À travers ses œuvres, nous ressentons Juan Navarro Ramón comme un grand contemplateur de silences et, parfois, comme un faiseur de formes planes, de lignes, volumes, couleurs et lumière dans leurs plus diverses compositions. Qu'il choisisse tantôt la figuration, tantôt l'abstraction, l'artiste nous communique quelque chose au-delà de ces puissants langages, il nous transmet plastiquement son cheminement vers l'art, qui rejoint un besoin vital de voyager, et en même temps de résider en des lieux comme Valence, Madrid, Barcelone, Paris, Perpignan, Collioure, Buenos Aires, Altea ou Sitges. Si le voyage est important dans la vie de Navarro Ramón, il l'est dans le sens intellectuel d'explorer et dans le désir humain de partager son vécu avec d'autres artistes nationaux et étrangers tels que Timoteo Pérez Rubio (es), Pablo Picasso, Ossip Zadkine, Tsugouharu Foujita, Manuel Colmeiro Guimarás (es), Laxeiro et Antonio Lago Rivera. » - Juana Maria Balsalobre[40]
- « Juan Navarro Ramón était l'un des plus grands qui, loin d'inventer des techniques et des tendances, est l'un des rares de son temps à proposer et à réussir à intégrer dans sa peinture toutes les innovations qui l'attiraient et l'intéressaient, réaliser un travail de portée universelle, absolument incroyable et exceptionnel. » - Esperanza Durán[25]
- « Son œuvre lui a valu une grande reconnaissance internationale et l'a rattaché à l'avant-garde et aux grands maîtres du XXe siècle. » - Pilar Tébar[29]

## Reconnaissance

### Prix et distinctions
- Premier prix de peinture du Ministère de l'instruction publique, Barcelone, 1938[7].

### Hommages
- La Fondation Frax de L'Alfàs del Pi a en 2018, en y apposant une plaque commémorative portant le nom de l'artiste, donné le nom d'« espace Juan-Navarro-Ramón » à son grand hall d'entrée[41].

## Collections publiques

### Espagne

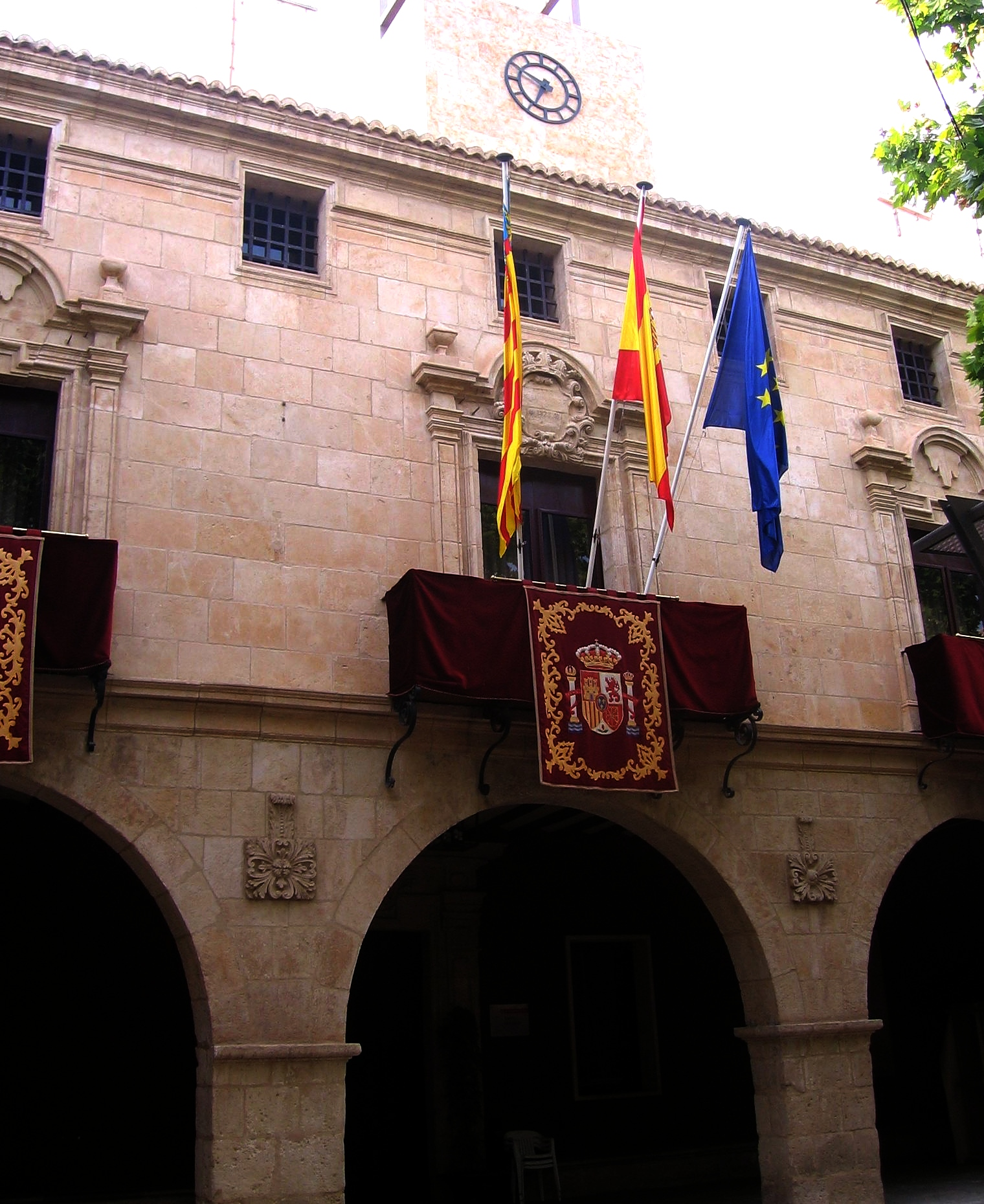
Musée historique municipal d'Aspe

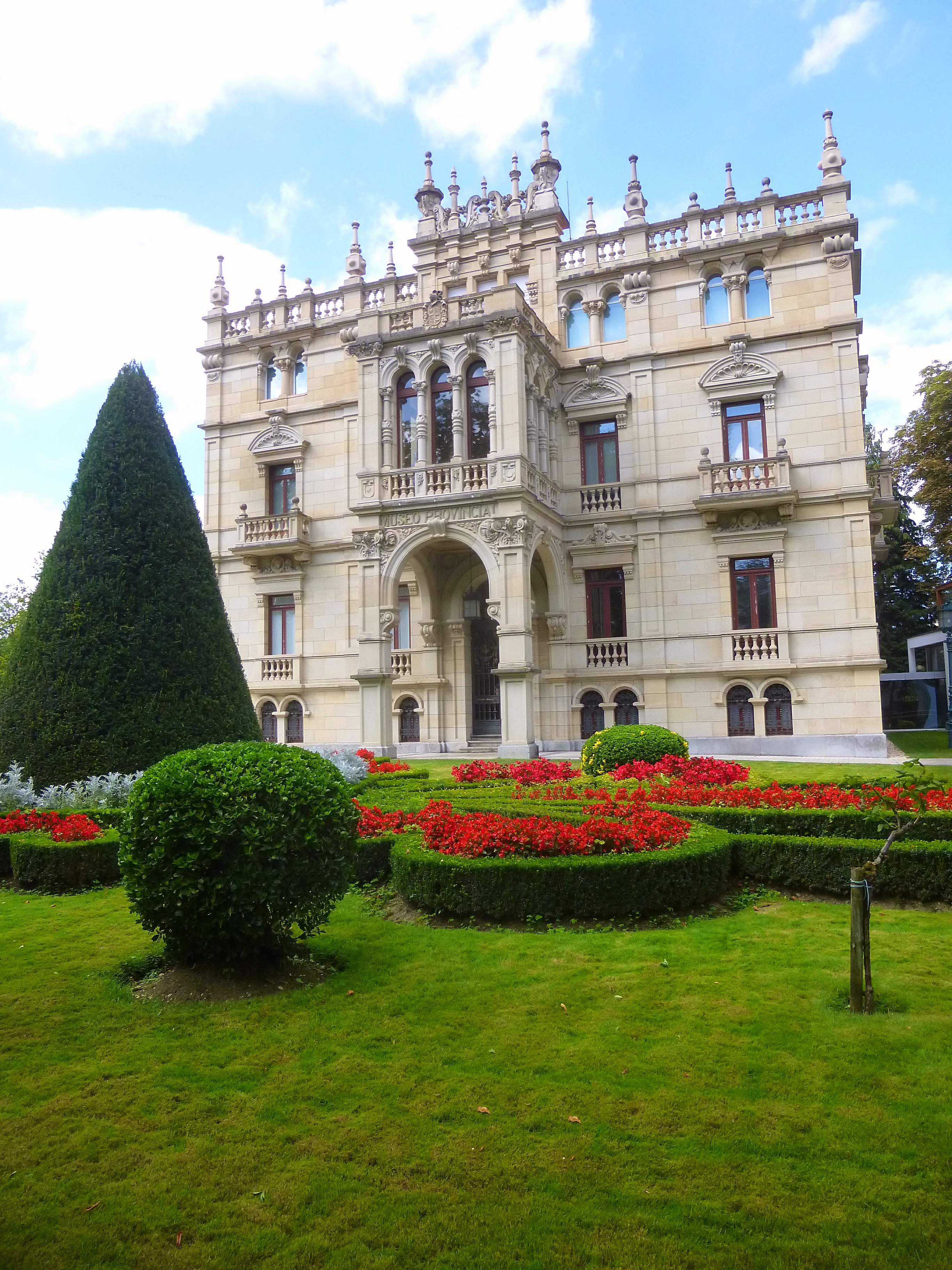
Musée des Beaux-Arts d'Alava, Vitoria-Gasteiz

- Musée d'art contemporain d'Alicante (es), Clarté, huile sur toile 100x81cm, 1952[42],[43].
- Musée des Beaux-Arts Gravina, Alicante, Nu sur fond abstrait, huile sur toile 130x89cm, 1974[42].
- Institut de culture Juan Gil-Albert, Alicante.
- Musée Navarro Ramón, Maison de la culture, Altea, 232 œuvres (181 peintures, 26 lithographies, 25 dessins et techniques mixtes)[44],[45]. On cite :
  - Portrait de famille, huile sur toile 114x146cm[46].
- Musée historique municipal d'Aspe, une peinture, 1966[47].
- Musée d'art moderne de Barcelone.
- Musée national d'Art de Catalogne, Barcelone, Te vengaremos, huile sur toile[7].
- Collection Gaudifond de Barcelone.
- Musée d'Histoire de Gérone[42].
- Mairie de La Corogne[42].
- Maison de la culture de L'Alfàs del Pi[42],[48].
- Académie royale des Beaux-Arts Saint-Ferdinand, Madrid, Sans titre, crayons de couleur 65x50cm, 1942[49].
- Banque d'Espagne, Madrid[42].
- Bibliothèque nationale d'Espagne, Madrid[42].
- Musée national centre d'art Reina Sofía, Madrid, quatre peintures[50] :
  - Sans titre, huile sur toile 89x81,5cm, 1942 ;
  - Bosque por la noche, huile sur toile 65x81cm, 1948 ;
  - Despejo humano, huile sur toile 116x89cm, 1972 ;
  - Evocaciún trágica, huile sur toile 116x81cm, 1972.
- Bibliothèque nationale d'Espagne, Madrid[42].
- Musée d'art contemporain (MACVAC) de Vilafamés, Sans titre, huile sur toile 65x81cm, 1948[42],[51].
- Musée des Beaux-Arts d'Alava, Vitoria-Gasteiz[42].

### Argentine
- Musée municipal des beaux-arts Juan B. Castagnino (es), Rosario[42].

### France
- Musée d'art moderne de Collioure, Collioure, huile sur toile 65x81cm[52].
- Musée d'art moderne de la ville de Paris, Femme et guitare, huile sur toile, 1951[42].
- Fonds national d'art contemporain, Puteaux, Femme à la guitare, huile sur toile 65x81cm, 1952[53].

### Filmographie
- Juan Antonio Gallart, avec le concours de Juana Maria Balsalobre (production Jesús Orrico), Creación sin barreras - Navarro Ramón, Consorci de Museus de la Comunitat valenciana, 2024 (visionner en ligne - Source : YouTube ; durée : 34'49").

### Fonds d'archives
- Archives municipales d'Altea, Fonds Juan Navarro Ramón.
- Fondation Juan March (es), Madrid, Fonds Juan Navarro Ramón (consulter en ligne).